# Тогонидзе, Николоз
Николоз Тогонидзе (груз. ნიკოლოზ ტოგონიძე; 24 апреля 1971) — грузинский футболист, выступавший на позиции вратаря. Играл за национальную сборную Грузии.

## Биография

### Клубная карьера
В начале карьеры выступал за команду из Рустави, носившую названия «Металлург» и «Горда», во второй лиге СССР и высшей лиге Грузии. Затем выступал за «Дилу» и «Иверию» (Хашури). В 1995 году перешёл в батумское «Динамо», в его составе провёл пять сезонов, становился серебряным и бронзовым призёром чемпионата страны и двукратным финалистом Кубка Грузии, был капитаном команды. Признан лучшим вратарём чемпионата Грузии 1997/1998 и третьим игроком (после Давида Муджири и Гелы Шекиладзе). С 2000 года играл за кутаисское «Торпедо».
С 2001 года выступал за рубежом в составе «Томи» в первом дивизионе России и «Прикарпатья» в первой лиге Украины. В конце карьеры несколько лет числился в составе батумского «Динамо», но на поле не выходил. В январе 2002 года сорвался его переход в симферопольскую «Таврию».
Всего в высшей лиге Грузии сыграл около 220 матчей и забил 4 гола.

### Карьера в сборной
Дебютный матч за национальную сборную Грузии сыграл 8 мая 1996 года против Греции. Всего в 1996—1999 годах принял участие в 11 матчах — трёх играх отборочного турнира чемпионата мира, двух отборочных матчах чемпионата Европы и шести товарищеских играх.